# Хазри, Наби
Наби́ Хазри́ (азерб. Nəbi Xəzri; настоящее имя — Наби́ Алекпе́р оглы́ Баба́ев; 10 декабря 1924, Хырдалан, Бакинский уезд — 15 января 2007, Баку) — азербайджанский поэт и прозаик, драматург, публицист, переводчик. Народный поэт Азербайджанской ССР (1984). Лауреат Государственной премии СССР (1973). Заслуженный деятель искусств Азербайджанской ССР (1979).

## Биография
Наби Хазри родился 10 декабря 1924 года в деревне Хырдалан около Баку в семье купца. Отец, Алекпер Баба оглы (1873—1933) был одним из известных купцов деревни. Потеряв троих сыновей в течение года, он не смог пережить тяжёлое горе и скончался в том же году. Мать, Периханум Джафар кызы (1882—1969) была домохозяйкой. Окончив среднюю школу, Наби начал работать.
С 1942 по 1943 год участвовал в Великой Отечественной войне. Служил в тылу. После демобилизации в 1943—1945 годы работал корректором в редакции газеты «Коммунист», а также диктором на Азербайджанском радио.
Творчество 20-летнего поэта не прошло незамеченным от взора известного поэта Самеда Вургуна, и по его настоянию Наби Бабаев в 1945 году был принят в состав Союза писателей СССР.
Наби Хазри учился в 3 вузах: Азербайджанский Государственный Университет (1945—1947), ЛГУ имени А. А. Жданова (1947—1949), Литературный институт имени А. М. Горького (1949—1952).
В 1952 году он закончил своё образование.
С 1952 по 1957 год являлся консультантом Союза писателей Азербайджана. С 1957 по 1958 год работал в редакции газеты «Литература и искусство».
С 1958 по 1965 годы являлся секретарем Союза писателей Азербайджана. С 1965 по 1971 год работал заместителем председателя комитета Азербайджанского государственного телевидения и радиовещания. С 1971 по 1974 год являлся заместителем министра культуры Азербайджанской ССР.
С 1974 года Наби Хазри являлся председателем комитета дружбы и культурных связей с зарубежными странами, с 1992 года президентом организации международных отношений «Azərbaycan Dünyası» («Мир Азербайджана»), в которую был преобразован комитет.
15 января 2007 года в 10 часов 45 минут утра Наби Хазри скончался от острого ишемического инсульта. 16 января 2007 года был похоронен в Баку на Аллее почётного захоронения.

## Творчество
Первая его книга под названием «Цветущие мечты» была издана в 1950 году.
Безмерная любовь к морю и принесение северным ветром людям аромата моря явились причиной его принятия в 1958 году псевдонима «Хазри» (в переводе с азербайджанского означает «северный ветер»).

## Стихотворные сборники на русском языке
- «Дуб на скале» (1959)
- «Тропами воспоминаний» (1968)
- «Вершинное облако»(1968)
- «Лирика» (1963)
- «Избранная лирика»(1970)
- «Море начинается с вершин» (1971)
- «Чистое дыхание земли» (1973)
- «Русло времени» (1976)
- «Солнечный дождь» (1979)
- «Звёздный караван» (1979)
- Избранные произведения в 2-х томах (1979)
- «Признания веку» (1979)
- «Море со мной» (1983)
- «Земное солнце моё» (1985)
- «Нежданно» (1986)
- «Когда смотришь в завтра…» (1986)
- «Город моей судьбы …»

## Награды и премии
- Премия Ленинского комсомола (1968, за возвеличивание человека труда, а также яркое художественное раскрытие темы братства и дружбы народов в поэмах «Сестра солнца» и «Два Хазара»)
- Государственная премия СССР (1973, за стихотворный сборник «Море начинается с вершин» (1971) и новые стихи из книги «Стихи и поэмы»)
- Орден Трудового Красного Знамени (9 декабря 1974)
- Заслуженный деятель искусств Азербайджанской ССР (30 июля 1979)
- Орден Ленина (16 ноября 1984)
- Народный поэт Азербайджанской ССР (26 ноября 1984)
- Орден «Слава» (17 декабря 1995) — за заслуги в развитии азербайджанской литературы[1]
- Персональная стипендия Президента Азербайджанской Республики (11 июня 2002)[2]
- Орден «Независимость» (10 декабря 2004) — за большие заслуги в развитии азербайджанской литературы[3]

## Память
В 1984 году к 60-летию Хазри был снят посвящённый ему документальный фильм «Поэзия – вселенная моя». Картина отреставрирована и переведена в электронный формат.
В 2024 году будет проведён 100-летний юбилей Наби Хазри.